# De Colonna

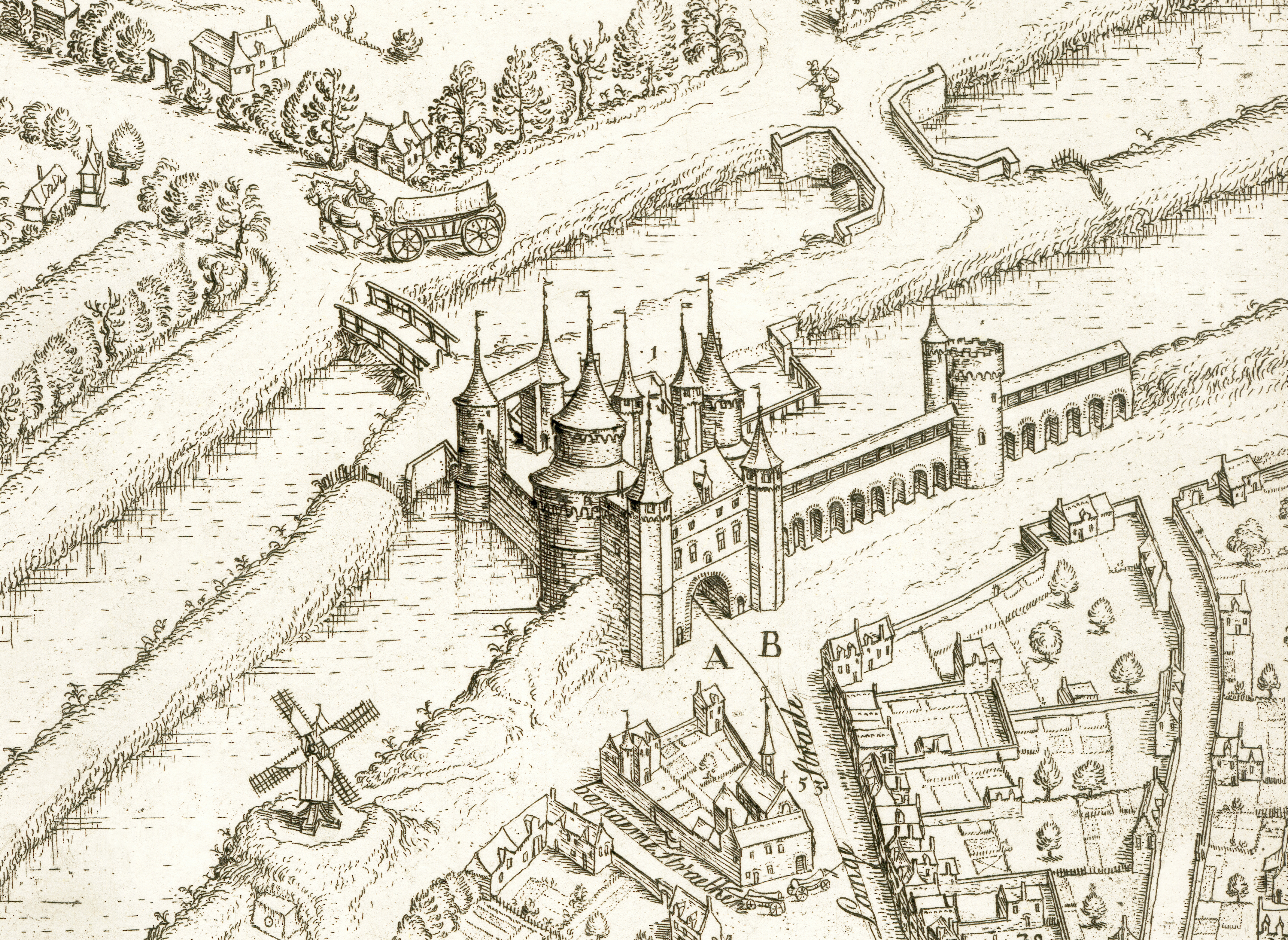
De driehoek van de Colonna, tussen Langestraat, Bapaumestraat en Kruisvest

Het Godshuis De Colonna in Brugge (ook: Calomne, Calonne, Calomme, Calompta) was gelegen dicht bij de Kruispoort, in de driehoek gelegen tussen de Langestraat, de Bapaumestraat en de Kruisvest. Meteen werd ook een broederschap opgericht die over het godshuis zou waken. Midden een tuin, werd het godshuis gebouwd, naast ook een gildehuis en een conciërgewoning, weldra ook een kapel.

## Stichting door kanunnik de Colonna

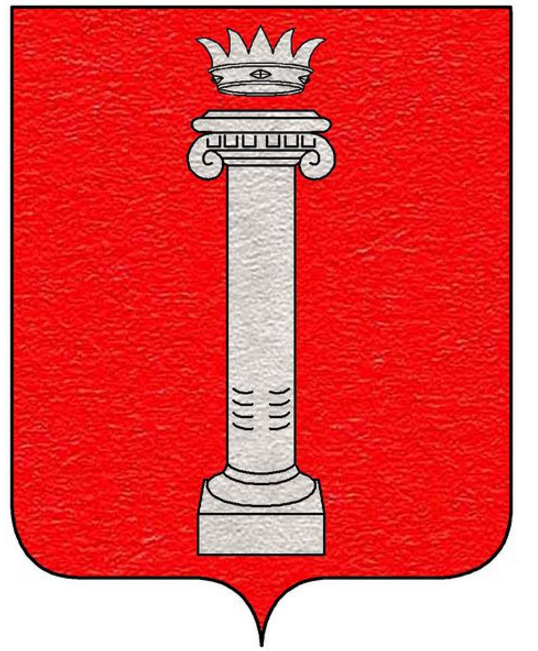
Het wapen van de familie Colonna

De stichter, in 1362 of daaromtrent, was Etienne de Colonna of Columna (1325-1379), lid van de illustere familie de Colonna, die paus Martinus V (1369-1441) en drieëntwintig kardinalen onder haar leden telde. Hij was een Romeins priester die van 1351 tot 1378 ook kanunnik van de Brugse Sint-Donaaskerk was, in 1378 kardinaal werd en in 1379 in Rome stierf, waar hij trouwens het grootste deel van zijn leven doorbracht en er opdrachten vervulde in dienst van de pauselijke administratie.
Kanunnik Duclos schreef dat het godshuis en de samengaande broederschap "volgens de traditie" in 1362 door kanunnik Etienne de Colonna werd gesticht. Niets spreekt dit tegen, maar toch is niet iedereen overtuigd. Alfons Dewitte schreef dat de stichting door Stephanus de Columpna "weinig waarschijnlijk" was. Mathijs Speecke, meest recente historicus om over het godshuis en de broederschap te schrijven, vermeldt niet eens de kanunnik. Nochtans worden zijn naam als stichter en de stichtingsdatum, niet alleen ondersteund door de vermelding ervan, gedaan door de zorgvuldige Duclos, maar ook door het gunstige gevolg dat onmiddellijk werd gegeven, zowel in Brugge als in Rome, aan de aanvragen vanwege de pas opgerichte broederschap. Het was ongetwijfeld Etienne de Colonna die er voor zorgde dat de jonge broederschap in 1364 aflaten en andere geestelijke gunsten van paus Urbanus V ontving. 
Vanaf 1364 huurde de Colonna (toen al dertien jaar kanunnik in Brugge), en twee jaar later kocht hij, een huis op de Mallebergplaats, wat er op wijst dat hij af en toe in Brugge moest resideren. Bij vroegere bezoeken logeerde hij misschien bij een collega, wellicht bij kanunnik Paulus de Outkerke, wiens huis het was dat hij aankocht na diens dood. 
Op 15 mei 1363 richtten de deken van de jonge broederschap, Lieven Welliwarre en zijn confrater Nicolaas van der Leye, zich tot het kapittel van Sint-Donaas om in het gebouw van hun broederschap een altaar te mogen oprichten en diensten te mogen organiseren. Een jaar later vroegen ze om, palend aan hun gildehuis, een nieuw kerkgebouw te mogen bouwen. Telkens kregen ze onmiddellijk gunstig gevolg. Dit hoeft weinig verwondering te wekken, als men aanneemt dat het om een stichting ging die door een van de kapittelheren van Sint-Donaas werd bekostigd.
Wat nu een volwaardige kapel was, kreeg de naam van De zwepen Christi. Mits betaling van een jaarlijkse rente aan het kapittel van Sint-Donaas en aan de parochiekerk van Sint-Kruis, groeide de kapel uit tot een wijkkerk. In 1453 werd er een torentje gebouwd dat van een klok werd voorzien, waarmee de gelovigen voor de kerkdiensten werden opgeroepen. Elk jaar trok het kapittel van Sint-Donaas op de vrijdag voor Palmzondag in processie tot daar, om er de levering van palmtakjes in ontvangst te nemen die zou dienen voor de wijding twee dagen later.

## Verwantschap met de 'flagellanten'

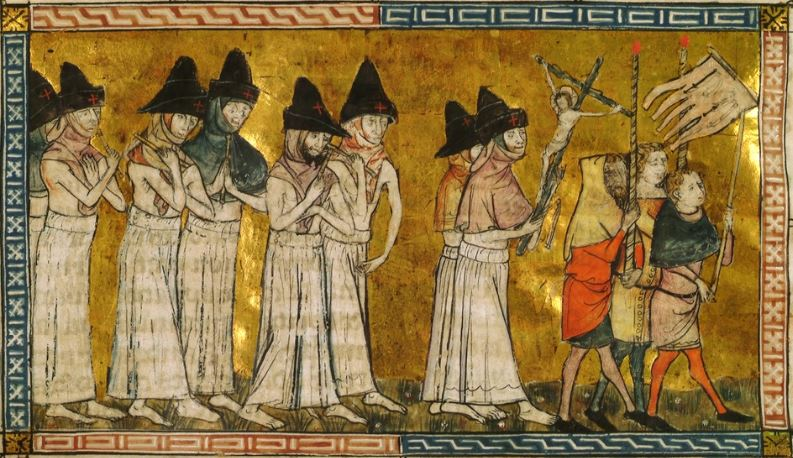
Brugse flagellanten op weg naar Doornik

De naam van de broederschap en van de kerk verwees naar de geselkolom waaraan Christus werd vastgebonden. De voor de hand liggende referentie was die naar het wapen van de familie de Colonna en derhalve van de stichter. Men bevond zich in de volle periode van de flagellanten, en het is dan ook niet onmogelijk dat de broederschap zich bij deze beweging aansloot en wellicht aan zelfkastijding deed.
De geselaars of flagellanten kwamen voor het eerst voor rond 1260 in Italië. Deze beweging bleef tot Italië beperkt, totdat ze naar aanleiding van de grote pestepidemie van 1348 tot 1361 ook in Noord-Europa en onder meer in Vlaanderen aanhangers kreeg, waarbij grote groepen geselaars, in zwarte (of witte) kledij gehuld en blootsvoets, van stad tot stad trokken. In 1349 verzamelden op 15 augustus een paar honderd geselaars op de Brugse Grote Markt, om er onder grote belangstelling hun rituelen uit te voeren en vervolgens naar Doornik te trekken. Nog andere groepen, soms van tientallen, soms van honderden flagellanten deden Brugge aan. Ze geselden zich tot bloedens toe om Gods erbarmen af te smeken.
Het is dus mogelijk dat een broederschap die kort na de grote pest in Brugge tot stand kwam, zich bij dit nieuwsoortig ritueel aansloot. Door de zorg die ze hadden over een godshuis voor gehandicapten, gaven ze een meer legitiem en duurzaam karakter aan hun broederschap dan als flagellantengroep. Immers, geselactiviteiten konden niet op de steun of goedkeuring van kerkelijke en burgerlijke overheid rekenen.
De tijdsgeest, aangemoedigd door de verwijzing naar de naam en het wapen van hun stichter, maakten dat de broederschap een bijzondere verering ontwikkelde voor de passie van Christus. Ze hadden als herkenningsteken het wapen van de Colonnafamilie kunnen overnemen, maar integendeel werd op hun zegel de figuur van Christus afgebeeld, vastgebonden aan de geselkolom en met aan weerszijden een zweep. Een zeldzaam exemplaar van het zegelmatrijs wordt bewaard in de Brugse Musea (inventaris XXIV.O.0079). Of de leden van de 'Confraternitas de Colomen Brugensis', zoals het zegel vermeldde, ook geselpraktijken ontwikkelden is niet zeker, althans nergens vermeld. Ze waren alvast niet de enigen die de passie van Christus als hun belangrijk punt van verering namen. Het bestaande reglement van Brugse flagellanten betrof een andere broederschap dan die van de Colonna. Daarbij moet men er rekening mee houden dat de flagellanten een tamelijk kortstondige opflakkering in de Lage Landen kenden en tegen het begin van de jaren 1350 en zeker tegen 1362 al grotendeels verdwenen waren. Daarenboven was de broederschap 'de colonna' opgericht door een kanunnik van Sint-Donaas en lid van een van de voornaamste Italiaanse families, die de flagellanten zeker niet gunstig gezind was en voldoende had aan de familiale naam en traditie om er de verering van het lijden van Christus op te vestigen.
Wie de leden van de broederschap waren, kan men nagaan door gedeeltelijke ledenlijsten die dateren uit 1365 en 1453. Uit wat men vindt, kan men besluiten dat de leden tot de sociale middengroepen behoorden en dat velen onder hen recente inwoners van de stad waren, die nog het poorterschap niet hadden verworven. Bij zo ver zelfs dat men kan vermoeden dat het een verzamelpunt was voor recente immigranten, die er een netwerk vonden dat hun integratie in de stad bevorderde.
In haar eerste levensjaren bestond de broederschap uit leden met uiteenlopende beroepsactiviteiten.
Dit evolueerde tegen het einde van de vijftiende eeuw, toen het praktisch uitsluitend wagenaars of voerlieden waren (wagenmenners, koetsiers, vrachtrijders) die er deel van uitmaakten. Het lijkt erop dat de oorspronkelijke broederschap aan het verdwijnen was of al verdwenen was en dat meteen ook het godshuis voor gebrekkige personen niet meer overeind bleef. De wagenaars beschouwden voortaan de plek als hun hoofdkwartier. Voor hun gildehuis lieten ze twee wagens in steen uitbeelden, die op de kaart van Marcus Gerards afgebeeld staan. Het wat bredere deeltje van de Langestraat kreeg in de volksmond de naam 'Wagenmakersplaats' en bleef die tot ver in de negentiende eeuw behouden. De Bapaumestraat bleef tot in de negentiende eeuw de verzamelplaats van de mestkarren die na hun tournee doorheen de stad, zich daar verzamelden om naar buiten te trekken zodra de Kruispoort geopend werd.
Tegen het einde van de vijftiende eeuw (wellicht 1490), werden de bewoners van het godshuis overgebracht naar het godshuis Sint-Aubertus, wat verder in de Langestraat gelegen. De kapel, die stilaan aftakelde, werd nog voor 1583 (tijdens de Calvinistische Republiek) aan het brouwersambacht overgedragen, die het in gebruik en eigendom gaf aan het ondergeschikt gezelschap van de brouwersknapen. Het godshuis werd voortaan bewoond door weduwen van leden van hun ambacht. De kapel (of het gildenhuis?) werd gedeeltelijk gebruikt als atelier voor het maken en herstellen van (bier)karren en droeg voortaan als naam De Brauwersgasten. Uiteindelijk werd ze in 1695 formeel aan de eredienst onttrokken en verkocht. Ze werd in 1786 afgebroken en op de vrijgekomen grond werden een paar huizen gebouwd. Ook het voormalige godshuis en de conciërgewoning waren toen al lang privéwoningen geworden. Op de overige open ruimten binnen de driehoek werden eveneens huizen gebouwd.